# Evangelische Zeitung
Die Evangelische Zeitung ist eine Kirchenzeitung, die vom Evangelischen Presseverband für Norddeutschland herausgegeben wird. Sie entstand im Juli 2017 aus dem redaktionellen Zusammenschluss der beiden Zeitungen Die Nordelbische und Evangelische Zeitung für die Kirchen in Niedersachsen. Es gibt Teilauflagen für die Kirchen in Hamburg, Schleswig-Holstein sowie in Teilen Niedersachsens und Mecklenburg-Vorpommern. Letztere erscheint unter dem Namen Mecklenburgische und Pommersche Kirchenzeitung. Die Gesamtauflage betrug zum 1. Januar 2025 ca. 9000 Exemplare. Die Zeitung erscheint wöchentlich.